# Villa claripennis
Villa claripennis – gatunek muchówki z rodziny bujankowatych i podrodziny Exoprosopinae. Zamieszkuje zachodnią Palearktykę.

## Taksonomia
Gatunek ten opisany został po raz pierwszy w 1868 roku przez Ferdinanda Kowarza pod nazwą Anthrax claripennis. Miejsce typowe znajduje się na Słowacji.

## Morfologia
Muchówka o ciele długości od 10 do 11,5 mm. Niemal kulista głowa ma między łuskami na twarzy żółte owłosienie. Tułów jest krótki, lekko wypukły na przedzie i wyraźnie spłaszczony z tyłu. Ubarwienie przezmianek jest żółte, znacznie jaśniejsze niż odnóża. Skrzydło ma żółtą część nasadową oraz przejrzyste lub przyżółcone komórki kostalną i subkostalną. Samiec ma srebrzystobiałe tegule. Odwłok jest krótki i szeroki, ciemny w przepaski z jasnych łusek, które w przypadku tergitów od drugiego do czwartego nie zajmują całych długości ich boków. Trzeci tergit ma na przedniej krawędzi przepaskę znacznie węższą niż tergit czwarty. Na bokach i na środku piątego i szóstego tergitu wyrastają kępki czarnych włosków. Wierzchołek odwłoka u samicy ma wieniec długich, zakrzywionych szczecinek.

## Ekologia i występowanie
Owady dorosłe latają w pełnym słońcu i chętnie odwiedzają kwiaty, celem żerowania na nektarze. Jaja składane są do gleby. Larwy są pasożytami gąsienic motyli nocnych.
Gatunek palearktyczny. W Europie znany jest z Hiszpanii, Francji, Austrii, Włoch, Polski, Czech, Słowacji, Węgier, Ukrainy, Mołdawii, Rumunii, Chorwacji, Bośni i Hercegowiny, Grecji oraz europejskiej części Rosji. W Azji zamieszkuje Gruzję, Armenię, Azerbejdżan i Kazachstan.